# اتحادیه انجمن‌های اسلامی دانش آموزان
اتحادیهٔ انجمن‌های اسلامی دانش آموزان، از جمله سازمان‌های عمومی غیردولتی است که پس از انقلاب ۱۳۵۷ ایران به تاریخ ۱۳ آبان ۱۳۵۸، در ایران و با عنایت و حمایت سید روح‌الله خمینی (ره) تشکیل شد. اساسنامه این اتحادیه در سال ۱۳۷۴ به تصویب شورای انقلاب فرهنگی رسید. مطابق اساسنامه مصوبه، سرپرست اتحادیه که اجرای سیاستها و برنامه‌های شورای مرکزی را بر عهده دارد از سوی شورای مرکزی انتخاب و حکم وی توسط نماینده رهبری و در غیاب ایشان مرجعی که شورای عالی انقلاب فرهنگی مشخص می‌کند تنفیذ می‌شود.

## تاریخچه[۴]

### بعد از انقلاب
بعد از انقلاب اسلامی در ایران چند تن از دانش آموزان نزدسید روح‌الله خمینی  (ره) رفته و به فرمان او فعالیت‌های خود را به‌طور رسمی آغاز کردند. دفتر سید روح‌الله خمینی (ره) مبلغ هزار تومان به دانش آموزان برای شروع فعالیت‌هایشان داد.

## وظایف و مسئولان اتحادیه

### نماینده رهبری
نماینده رهبری، بالاترین مقام اتحادیه می‌باشد و نظارت عالیه بر این نهاد از طریق ایشان اعمال می‌شود. نماینده رهبری در اتحادیه ابتدا محمد امامی کاشانی به عهده داشته. پس از او احمد جنتی این مسئولیت را تا سال ۱۳۷۸ و از سال ۱۳۷۸ تا کنون محمدجواد حاج‌علی‌اکبری نمایندگی رهبری در اتحادیه را دارد.

### شورای مرکزی
شورای مرکزی عالی‌ترین مرجع سیاست‌گذاری، برنامه‌ریزی، نظارت و ارزیابی در اتحادیه است و متشکل از یک نفر منتخب و دو نفر کارشناس نماینده رهبری، نماینده وزیر آموزش و پرورش، دبیرکل اتحادیه و ۴ نفر از منتخبان کنگره (که ۲ نفر آن‌ها از بین دانش‌آموزان انتخاب می‌شوند) می‌باشد. در حال حاضر رئیس شورای مرکزی صابر طالبی است. اعضای فعلی شورای مرکزی شامل آقای علی نوری(منتخب نماینده رهبری) ، آقای صابر طالبی و خانم   فهیمه فداکار (دو کارشناس نماینده رهبری ) ،آقای ارشاد استعدادی (نماینده وزیر آموزش و پرورش) ،آقایان حسین عبادتی و مرتضی هاشمی نسب (دو منتخب غیر دانش آموز کنگره ) به همراه دو دانش آموز می باشد.
شورای مرکزی دارای یک کمیسیون تخصصی  که شامل سه نفر  از اعضای شورا به همراه نماینده نظام اجرا و دو کارشناس تخصصی می باشد که مرتضی هاشمی نسب مسئولیت کمیسیون و در کنار آن مدیریت پژوهش ، برنامه ریزی و نظارت راهبردی را با رای شورای مرکزی بر عهده دارد. 
جهت انجام امور کارشناسی، بررسی‌های راهبردی، تدوین پیش‌نویس سیاست‌ها و ارتباطات و تعاملات درون تشکیلاتی یک نفر به انتخاب اعضای شورای مرکزی به عنوان مدیر دبیرخانه شورای مرکزی تعیین و حکم وی توسط رئیس شورای مرکزی صادر می‌گردد. در حال حاضر سید ابوالفضل شاه طاهری عهده‌دار این مسئولیت است.

### دبیرکل اتحادیه
دبیرکل اتحادیه که اجرای سیاست‌ها و برنامه‌های شورای مرکزی را به عهده دارد از سوی شورای مرکزی با اکثریت آراء انتخاب و حکم وی توسط نماینده رهبری تنفیذ می‌شود. در حال حاضر دبیرکل اتحادیه اسماعیل جانعلی پور می‌باشد .

## اهداف
از اهداف این سازمان که مستقیماً زیر نظر سید علی خامنه‌ای فعالیت می‌کند، جذب دانش آموزان مدارس ایران به منظور جهت دهی فعالیت‌های آن‌ها با توجه به موارد زیر می‌باشد:
اتحادیهٔ انجمن‌های اسلامی دانش آموزان، تحت حمایت مادی و معنوی رهبری ایران است.
اهداف این تشکل:
۱ـ آشنا کردن دانش‌آموزان با فرهنگ متعالی اسلام و بالا بردن سطح آگاهی آنان نسبت به مبانی عقیدتی اسلام و انقلاب اسلامی.
۲ـ تزکیه روحی و وارستگی اخلاقی دانش آموزان و شکوفا ساختن استعدادهای خدادادی و تحقق کمالات انسانی.
۳ـ حفظ و تداوم دستاوردهای انقلاب اسلامی از طریق هر چه فعالتر کردن نیروهای دانش آموزان مسلمان و متعهد در صحنه‌های اجتماعی و انقلابی جامعه و مقابله هوشیارانه با توطئه‌های رنگارنگ دشمنان اسلام و انقلاب اسلامی که برای انحراف فکری و مفاسد اخلاقی و اجتماعی در محیط‌های آموزشی صورت می‌گیرد.
۴ـ انسجام دانش آموزان مسلمان و متعهد با ایجاد و گسترش انجمن‌های اسلامی مدارس و همگامی با نظام آموزش و پرورش برای ایجاد فضای مساعد آموزشی و پرورشی در محیط مدارس و تشویق دانش‌آموزان مسلمان و متعهد به موفقیت در تحصیل علم و دروس مدرسه.